# The Newman & Oltman Guitar Duo
The Newman & Oltman Guitar Duo é uma dupla de violonistas estadunidenses que toca música acústica clássica instrumental, formada por Michael Newman e Laura Oltman.
A dupla recebeu bons elogios de The Washington Post, The New York Times e Fanfare Magazine

## Discografia
- Songs of Spain (BMG),
- Laments and Dances: Music from the Folk Traditions (Music Masters) (com the Turtle Island Quartet, Sally Rogers and Jay Unger)
- Tango Suite! Romance for Two Guitars (Music Masters)
- 1996 - Passions
- 1999 - A Christmas Pastorale: 600 Years of Carols, Chorales, Preludes and Pastorales on Two Guitars (Musical Heritage Society)
- 2009 - Laments & Dances: Music from the Folk Traditions
- 2011 - Music from Raritan River

## Premios e Indicações
- National Endowment for the Arts[5]
- National ASCAP/Chamber Music America Award for Adventurous Programming[6].